# Andromeda polifolia
Andromeda polifolia és una planta amb flor de la família de les ericàcies. És l'única espècie del gènere Andromeda. Es troba a les zones de clima subàrtic de l'hemisferi boreal. El seu nom vulgar català, creat com a calc de l'anglès bog rosemary, prové del fet que les fulles són similars a les del romaní però no té relació taxonòmica amb aquest. És una mata menuda de fins a 20 cm d'alçada. Viu a les torberes. Floreix al desgel, ben avançada la primavera o a principis del curt estiu. Les flors són menudes i de color blanc o rosa; tenen forma de campana. El fruit és una càpsula amb múltiples llavors. És una planta tòxica.